# NGC 3626
NGC 3626 (nota anche come C 40) è una galassia a spirale (S0-a) della costellazione del Leone. Possiede una declinazione di +18° 21' 24" e un'ascensione retta di 11 ore, 20 minuti e 3,6 secondi.
La galassia fu scoperta il 22 febbraio 1784 da William Herschel.
Fa parte del gruppo di NGC 3607 che a sua volta è un componente dei gruppi di Leo II.
NGC 3626 rappresenta il primo esempio di galassia a spirale "early type" (S0-Sa) con controrotazione del gas e delle stelle estesa a tutto il disco, dal bulge alle parti più esterne del disco galattico fino alle zone di HI (idrogeno neutro) più esterne della galassia. Tale scoperta di questa prima galassia a spirale con componenti stellare e gassosa contro-ruotanti è stata effettuata dall'Astronomo italiano Roberto Ciri nel 1995 utilizzando il telescopio Copernico da 1,80 m dell'Osservatorio Astronomico di Cima Ekar (Asiago) e un telescopio dell'ESO (Cile) durante la sua ricerca per la tesi di laurea in Astronomia all'Università di Padova [Pubblicazione  Nature, 1995: R. Ciri et al. – A massive counter-rotating gas disk in a spiral galaxy – www.nature.com/articles/375661a0]).